# گرندماما
گرندماما (انگلیسی: Grandmama) یک شخصیت خیالی در مجموعه تلویزیونی و فیلم‌های خانواده آدامز است. او نخستین بار در آثار کاریکاتوریست چارلز آدامز ظاهر شد و در اقتباس‌های سینمایی، تلویزیونی و تئاتری این مجموعه به‌عنوان شخصیتی فرعی حضور دارد.

## پیشینهٔ شخصیت
«این پیرزن بی‌ادب، مادر گومز (همسر مورتیشیا) است. او با میل و رغبت در شستن ظرف‌ها کمک می‌کند، در بازی تک‌نفره تقلب می‌کند و کاملاً بی‌انصاف است. او نیز محبوب بچه‌هاست و برایشان کلوچه‌هایی به شکل خفاش، جمجمه و استخوان می‌پزد. نسبت به همه‌چیز خوش‌اخلاق است و می‌تواند پرحرف باشد. رنگ پوستش تیره، موهایش سفید، مجعد و شانه‌نخورده است. ریشی کم‌پشت و خالی بزرگ دارد. همیشه شالی بر دوش می‌اندازد، جوراب‌های ضخیم و دمپایی‌های پشمی به پا می‌کند و زیر دامن بومبازین خود می‌پوشد.»— چارلز آدامز

## حضورها

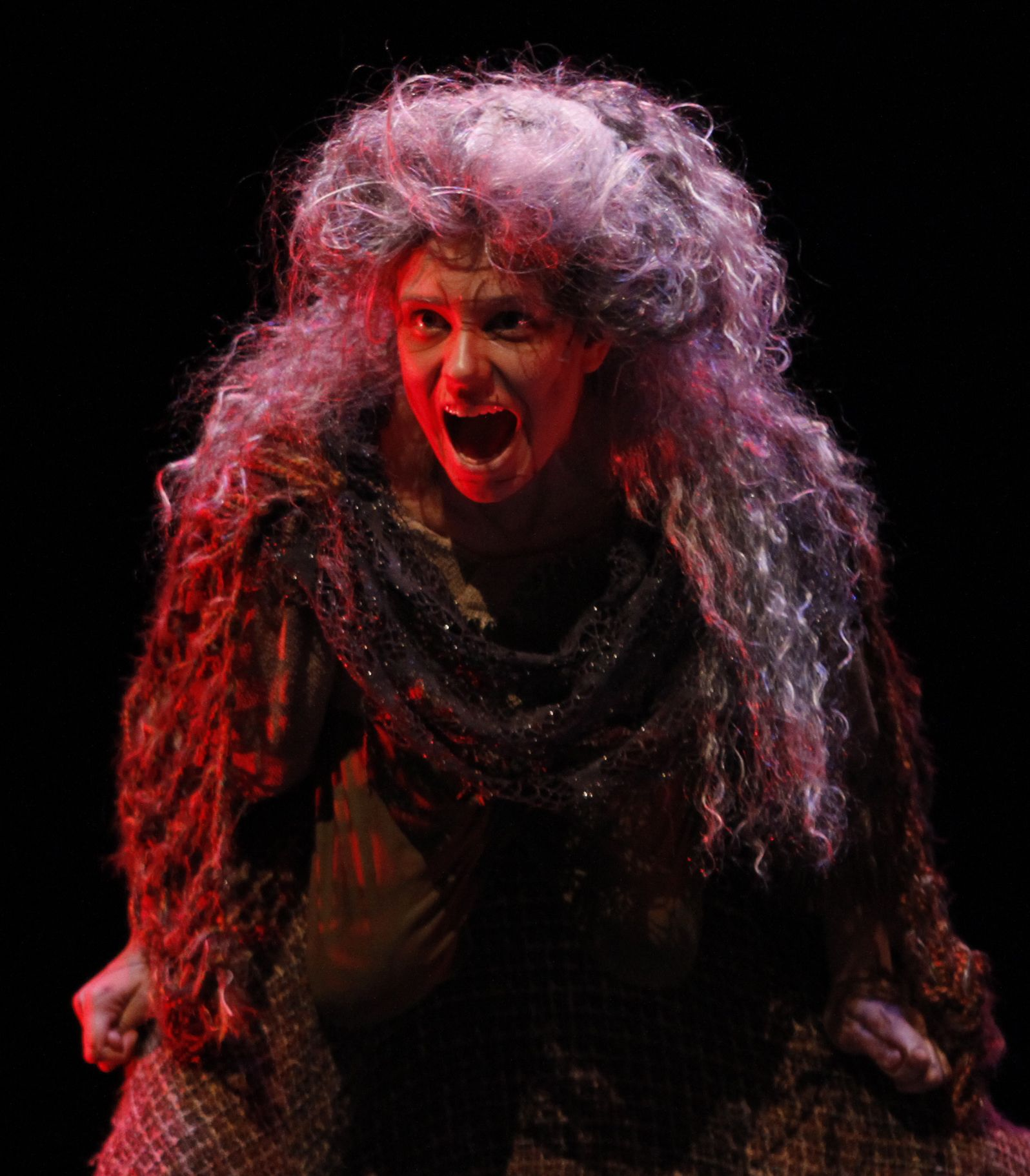
اوبر تالی در نقش گرندماما

### تلویزیون و سینما
- این شخصیت برای مجموعهٔ تلویزیونی دههٔ ۱۹۶۰ گرندماما نام‌گذاری شد تا با شخصیت گرنی (Granny) در مجموعهٔ The Beverly Hillbillies اشتباه گرفته نشود.[۲] این نقش را بلاسم راک ایفا کرد که در رقابت با بازیگرانی همچون مینروا یوریکال و مارجوری بنت برنده شد،[۳] در حالی که آلیس پیرس پس از آن‌که تهیه‌کنندگان او را برای این نقش بیش از حد جوان دانستند، رد شد.[۴] او به‌عنوان دوست صمیمی مادر مورتیشیا، گرنی فرامپ (با بازی مارگارت همیلتون) به تصویر کشیده شد که همچنین مادر اوفلیا، خواهر مورتیشیا است.
- گرنی فرامپ در قسمت «چهارشنبه گم شده» از مجموعهٔ فیلم‌های جدید اسکوبی دو حضور دارد و صداپیشهٔ او جانت والدو است.
- جانت والدو همچنین در مجموعهٔ پویانمایی سال ۱۹۷۳ نیز صداپیشگی گرنی فرامپ را بر عهده داشت.
- به دلیل بیماری، بلاسم راک تنها عضو ثابت بازیگران مجموعهٔ اصلی بود که در فیلم ویژهٔ گردهمایی دوباره سال ۱۹۷۷ با نام هالووین با خانواده آدامز جدید حضور نیافت و نقش او به‌عنوان مادر بزرگ را جین رز ایفا کرد.[۵] گرنی فرامپ نیز در این فیلم حضور دارد و در برگزاری مهمانی هالووین خانوادهٔ آدامز کمک می‌کند؛ این بار با بازی الویا آلمن.
- کارول چانینگ صداپیشگی گرنی فرامپ را در مجموعهٔ پویانمایی سال ۱۹۹۲ بر عهده داشت. در این مجموعه، او به‌عنوان مدیر یک خط تلفن پیشگویی معرفی می‌شود.
- در سه فیلم بلند خانواده آدامز، سه بازیگر متفاوت نقش گرنی را ایفا کردند. جودیت مالینا که در فیلم خانواده آدامز (۱۹۹۱) این نقش را بازی کرد، پس از آن‌که شوخی ضدجنگی دربارهٔ سوزاندن پرچم آمریکا انجام داد، از سوی دیگر عوامل فیلم طرد شد[۶][۷] و در دنبالهٔ سال ۱۹۹۳ با نام ارزش‌های خانواده آدامز جای خود را به کارول کین داد. برای فیلم ویدئویی سال ۱۹۹۸ با نام اتحاد خانواده آدامز، این نقش را آلیس گوستلی ایفا کرد.
- در مجموعهٔ تلویزیونی خانواده آدامز جدید (۱۹۹۸–۱۹۹۹)، بتی فیلیپس نقش گرندماما را ایفا کرد. همانند نسخهٔ اصلی، گرندماما دوست صمیمی گرنی فرامپ (با بازی مردیث بین وودوارد) است.
- بت میدلر صداپیشگی این شخصیت را در فیلم پویانمایی ۲۰۱۹ بر عهده داشت. در این نسخه، او مادر گومز و فستر معرفی می‌شود. او پس از یک سرقت در اسپانیا و پیش از مراسم سابر مازورکا، به خانهٔ خانواده آدامز می‌آید و با آب‌نبات‌هایی که روی پاهایش قرار دارد، از پاگزلی پذیرایی می‌کند. در بخشی از داستان، گرندماما لورچ را «فابیو» صدا می‌زند. همچنین مشخص می‌شود که او خواهری کوتاه قامت به نام اسلوم (با صداپیشگی جنیفر لوئیس) دارد که مسئول برگزاری مراسم سابر مازورکای پاگزلی است و با گرندماما مشاجره‌ای داشته که گرندماما مدعی است در آن پیروز شده است.
  - گرنی فرامپ نیز در این فیلم حضور دارد و صدای او را کاترین اوهارا به عهده دارد. او و همسرش، گرندپا فرامپ (با صداپیشگی مارتین شورت)، مدت‌ها پیش فوت کرده‌اند و مورتیشیا در قبرستان خانوادگی مراسم احضار روح برگزار می‌کند تا با آن‌ها صحبت کند. در ابتدای فیلم نیز نشان داده می‌شود که مورتیشیا کوزه‌هایی حاوی خاکستر آن‌ها را نگه می‌دارد. زمانی که مورتیشیا دربارهٔ دوستی ونزدی با پارکر نیدلر صحبت می‌کند، گرنی و گرندپا فرامپ به او نصیحت می‌کنند و همچنین به زمانی اشاره می‌کنند که مورتیشیا فرار کرد تا به گروه دختران پیشاهنگ بپیوندد و فهمید آن‌ها مارشملو برشته می‌کنند نه دختران پیشاهنگ را! در بخشی از داستان، گرندپا فرامپ فراموش می‌کند که کِی فوت کرده است و گرنی فرامپ به او یادآوری می‌کند که ۲۰ سال پیش مرده است.
- گرندماما آدامز در فیلم خانواده آدامز ۲ نیز حضور دارد و بت میلر دو باره صداپیشگی آن را انجام داده است. در حالی که بیشتر اعضای خانواده آدامز به یک سفر جاده‌ای سراسری رفتند، گرندماما مراقب خانه بود و یک مهمانی در خانه برگزار کرد. وقتی مهمانی از کنترل خارج شد، گرندماما از کازین ایت کمک خواست تا اوضاع را کنترل کند. زمانی که خانواده آدامز به خانه بازگشتند، گرندماما و کازین ایت خانه را به حالت قبل از مهمانی بازگردانده بودند.
- گرنی فرامپ در فصل دوم مجموعه ونزدی از نتفلیکس حضور دارد و توسط جوانا لاملی بازی شده است.[۸] در این نسخه، او به یک تاجر مراسم تشییع جنازه تبدیل شده و رابطه‌اش با مورتیشیا پس از حادثه‌ای مربوط به اوفلیا دچار تنش شده است.